# Colombianos
Los colombianos son personas identificadas con el país de Colombia. Esta conexión puede ser residencial, legal, histórica o cultural. Para la mayoría de los colombianos, varias (o todas) de estas conexiones existen y son colectivamente la fuente de su origen colombiano. 
Colombia es una sociedad multiétnica en la que viven personas de diversos orígenes étnicos, religiosos y nacionales; se ha constituido la idea del país como en un crisol de culturas. La mayoría de la población colombiana está compuesta por inmigrantes del Viejo Mundo y sus descendientes, mezclados en parte con las poblaciones originarias. Después del período inicial de conquista e inmigración españolas, se produjeron diferentes oleadas de inmigración y asentamiento de etnias no indígenas en el transcurso de casi seis siglos que continúan hasta hoy. Elementos de las costumbres, lenguas y tradiciones indígenas se han combinado con los inmigrantes para formar una identidad colombiana moderna y actual.

## Grupos étnicos y composición genética
La etnografía de Colombia se caracteriza por ser la mezcla de tres grupos principales: españoles, indígenas y africanos. Al mestizaje de estos tres grupos se sumaron algunos inmigrantes procedentes de Europa, el Medio Oriente y, en menor medida, asiáticos. El 87,58% fue clasificado sin pertenencia étnica, categoría que engloba al resto de las poblaciones que habitan el país, las cuales incluyen mestizos y descendientes de vascos, alemanes, italianos, franceses, ingleses, holandeses, árabes, judíos, asiáticos, y otros grupos que no aparecen oficialmente en el censo. Colombia es uno de los países con mayor diversidad étnica y lingüística del mundo.

### Estimaciones
| Ascendencia genética de los colombianos según un estudio publicado en Revista Americana de Antropología Física. |
| --- |
| |
| Amerindio (47%) Europeo (42%) Africano (11%)                                                                    |

Esta tabla nos muestra la identidad racial de los colombianos a de acuerdo con el censo 2018 realizado por el DANE:
| Raza             | Colombianos | %     |
| ---------------- | ----------- | ----- |
| Blancos/Mestizos | 44 472 721  | 87.58 |
| Afrocolombianos  | 4 671 160   | 9.34  |
| Indígena         | 1 905 617   | 4.31  |

| Grupo Étnico | Población  | Porcentaje |
| ------------ | ---------- | ---------- |
| Mestizo      | 26 156 000 | 50.3%      |
| Blanco       | 13 728 000 | 26.4%      |
| Indígena     | 4 940 000  | 9.5%       |
| Negro        | 4 680 000  | 9.0%       |
| Mulato       | 2 288 000  | 4.4%       |
| Asiático     | 208 000    | 0.4%       |

| Población                 | Aporte amerindio | Aporte europeo | Aporte africano |
| ------------------------- | ---------------- | -------------- | --------------- |
| Antioquia                 | 26%              | 63,5%          | 10,3%           |
| Antioquia (Peque)         | 62,2%            | 31,1%          | 5,8%            |
| Bolívar                   | 32,9%            | 23,3%          | 43,8%           |
| Caldas                    | 36,4%            | 59,6%          | 4,3%            |
| Casanare                  | 74,7%            | 24,5%          | 0,8%            |
| Cauca                     | 56,9%            | 19,6%          | 23,5%           |
| Chocó (Afrodescendientes) | 10,8%            | 21,1%          | 68,1%           |
| Chocó (Mestizos)          | 44,8%            | 46,6%          | 8,6%            |
| Cundinamarca              | 51,6%            | 45,4%          | 3%              |
| Huila                     | 60,8%            | 39,6%          | 0%              |
| Magdalena                 | 21,8%            | 50%            | 28,2%           |
| Nariño                    | 65,2%            | 32,1%          | 2,7%            |
| Norte de Santander        | 53%              | 42,2%          | 4,7%            |
| Quindío                   | 38,3%            | 57,3%          | 4,4%            |
| Santander                 | 42,4%            | 56,2%          | 1,4%            |
| Valle del Cauca           | 39,3%            | 39,2%          | 21,5%           |
| Colombia                  | 47%              | 42%            | 11%             |

### Indígenas colombianos

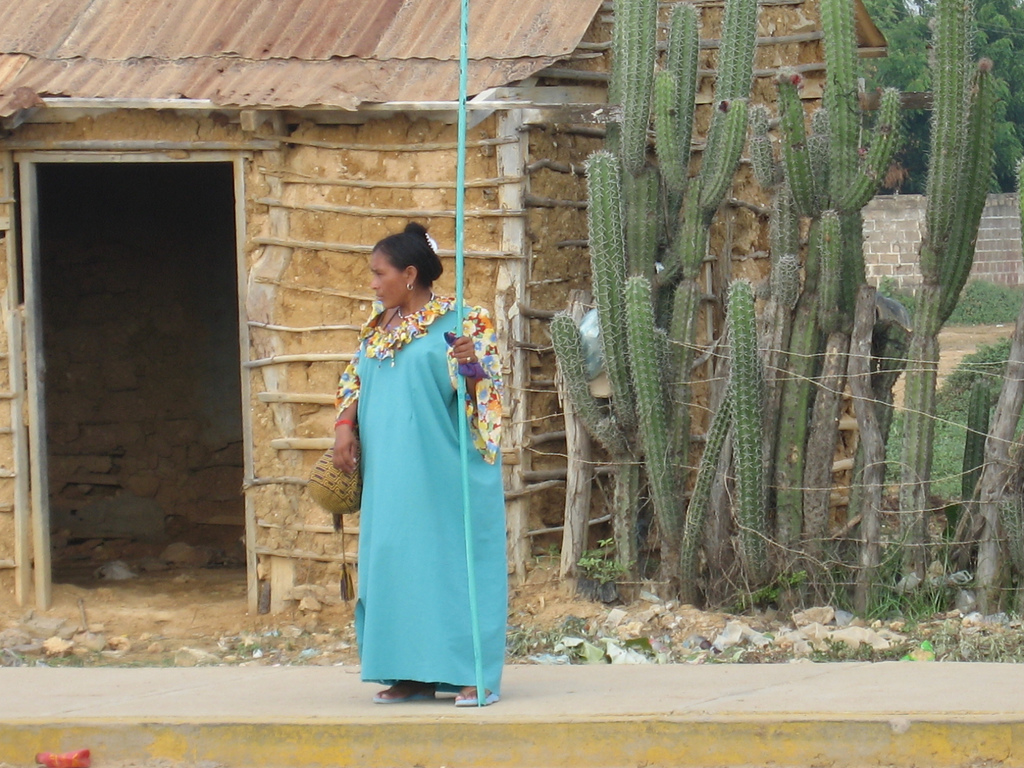
Los Wayú representan el grupo indígena étnico más grande en Colombia.

Originalmente, el territorio de Colombia estaba habitado en su totalidad por grupos amerindios. Las culturas indígenas de Colombia evolucionaron a partir de tres grupos principales: los Quimbayas, que habitaban las laderas occidentales de la Cordillera Central; los Chibcha; y la Kalina (caribes). La cultura Muisca, un subconjunto de la gran etnia chibcha y famosa por su uso del oro, fue responsable de la leyenda de El Dorado. En la actualidad, los indígenas comprenden aproximadamente el 4,4-10% de la población de Colombia. Más de cincuenta grupos étnicos indígenas diferentes habitan en Colombia. La mayoría de ellos hablan idiomas pertenecientes a las familias de idiomas de Chibcha y Caribe.
Históricamente, existen 567 reservas (resguardos) establecidas para los pueblos indígenas y están habitadas por más de 800,000 personas. La constitución de 1991 estableció que sus idiomas nativos son oficiales en sus territorios, y la mayoría de ellos tienen sistemas de educación bilingüe que enseñan tanto idiomas nativos como español. Algunos de los grupos indígenas más grandes son los wayú, arahuacos, muisca, kuna, witoto, nasa, tucano y guahibo. Los departamentos (departamentos) con mayor población indígena son Cauca, La Guajira y Nariño.

### Colombianos mestizos

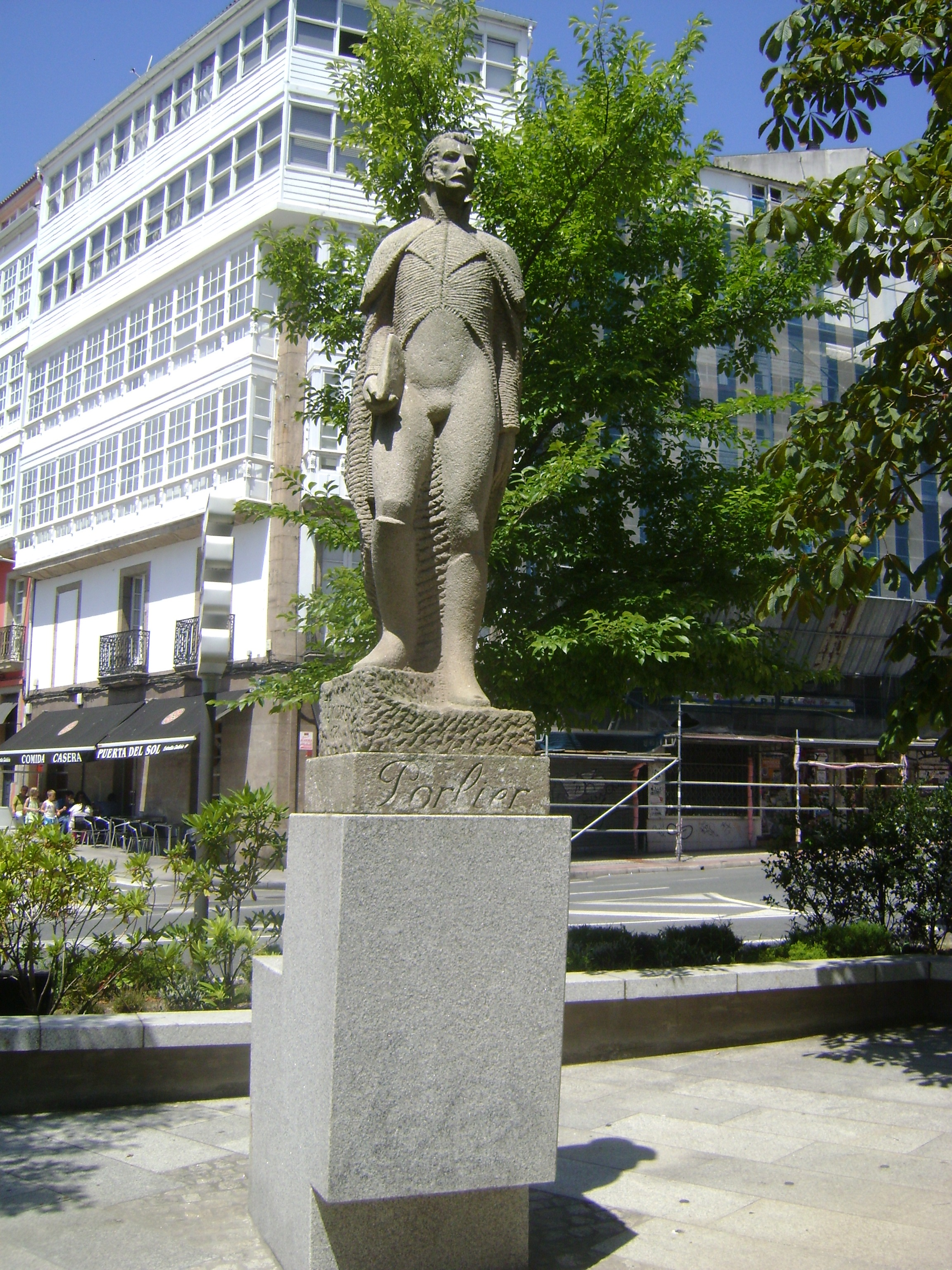
Natural de Cartagena de Indias, Juan Díaz Porlier fue ejecutado en La Coruña, Galicia, (España) por defender el liberalismo. La estatua se erigió en el lugar donde fue ahorcado.

Las estimaciones de la población mestiza en Colombia varían ampliamente, ya que el censo nacional de Colombia no distingue entre colombianos blancos y mestizos. Según el censo de 2018, la población blanca/mestiza juntas representan aproximadamente el 87% de la población colombiana, pero no hay una estimación oficial de la población mestiza exclusivamente.

### Colombianos europeos
La mayoría de los colombianos de ascendencia europea descienden principalmente de los colonos españoles, mientras que otros europeos llegaron durante los siglos XIX y XX. Estas migraciones trajeron principalmente italianos, alemanes, franceses e irlandeses otros grupos más reducidos como los británicos, holandeses, judíos asquenazíes, suizos, daneses, noruegos, portugueses, belgas, rusos emigraron a las regiones Caribe y Andina. Hay un número menor de comunidades polacas, húngaras, búlgaras, lituanas, ucranianas, checas, griegas y croatas que emigraron durante la Segunda Guerra Mundial y la Guerra Fría.

### Afrocolombianos

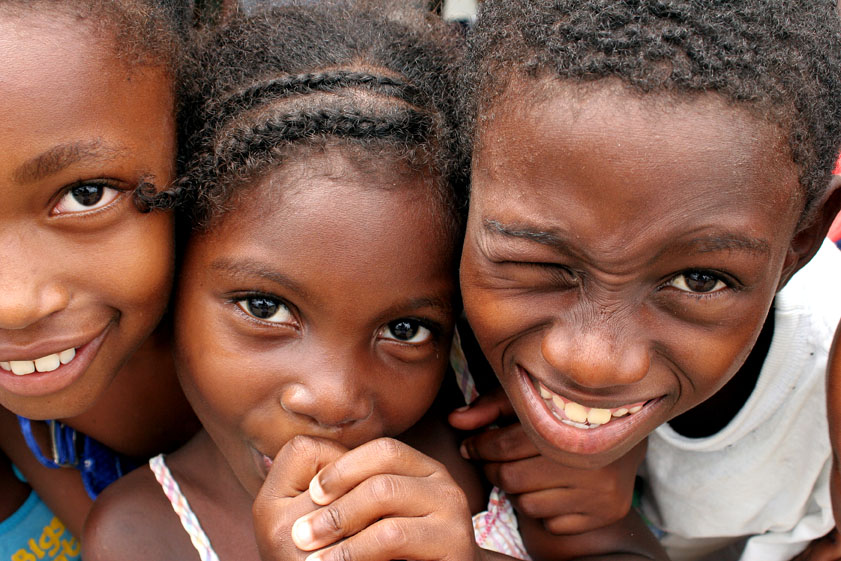
Niños Afro-colombianos.

El 9,34% de los colombianos son afrocolombianos negros, zambos o mulatos (de ascendencia mixta de africanos negros y europeos). Los africanos negros fueron traídos como esclavos, principalmente a las tierras bajas costeras, a partir de principios del siglo XVI y hasta el siglo XIX. Se suele denominar a este grupo humano como negros, morenos, mulatos, niches, afros y otras denominaciones y eufemismos populares, además de afrodescendientes y las referidas a los raizales del Archipiélago de San Andrés y a los habitantes de San Basilio de Palenque. 

### Colombianos de Asia

#### Árabes
Muchos colombianos poseen orígenes comunes Líbano, Jordania, Siria y Palestina, países desde los cuales un grupo considerable de habitantes se desplazó a Colombia para escapar de la represión del Imperio Otomano Turco o las dificultades financieras. Cuando arribaron por primera vez en los puertos de Colombia, se clasificaron como "turcos". Se estima que en Colombia más de 1,000,000 de personas son descendientes directos de libaneses y 2,500,000 cuentan con ascendencia parcial. Por su parte se estima que entre 100,000-120,000 colombianos son de ascendencia palestina directa o parcial. La mayoría de los inmigrantes sirio-libaneses se establecieron en la región Caribe de Colombia en los municipios de Maicao, Riohacha, Santa Marta, Lorica, Fundación, Aracataca, Ayapel, Calamar, Ciénaga, Cereté, Corozal, Sincelejo, Montería y Barranquilla, cerca de la cuenca del río Magdalena. Muchos árabes-colombianos adaptaron sus nombres y apellidos al idioma español para asimilarse más rápidamente en sus comunidades. Entre los apellidos elegidos se incluyen: Guerra (originalmente Harb), Domínguez (Ñeca), Durán (Doura), Lara (Larach), Cristo (Salibe), entre otros.

#### Asiáticos orientales
La mayoría de los colombianos asiáticos son descendientes principalmente de chinos y japoneses, con menor impacto de Coreanos. En 1928, este es el grupo migratorio más pequeño de todos, la migración asiática fue algo pequeña comparado con otros países sudamericanos como Brasil, Perú o Venezuela. A pesar de esto llegaron algunas familias japonesas se establecieron en el Valle del Cauca, donde se convirtieron en agricultores para cultivar. Luego, entre 1970 y 1980, a las ciudades hubo una migración asiática reducida pero constante que sigue manteniéndose hasta la actualidad (principalmente proveniente de China) principalmente a Bogotá, Barranquilla, Cali, Cartagena, Medellín, Santa Marta, Neiva, Manizales, Cúcuta y Pereira. Otros muy pequeños grupos de asiáticos asiáticos incluyen a India, Indonesia, Pakistán y Filipinas también con porcentaje demasiado bajo.

## Grupos culturales principales

### Costeños
Los costeños son los colombianos oriundos de los departamentos de Atlántico, Bolívar, Córdoba, Magdalena, Cesar, La Guajira, Sucre y parte del Urabá. Las principales ciudades son Barranquilla, Santa Marta y Cartagena, este grupo cultural y geosocial lo conforman casi 13 millones de personas, representado cerca del 21% del total. Los habitantes del Caribe colombiano son el resultado de la mezcla racial y cultural de los pueblos aborígenes que desde tiempos milenarios habitan la región, con los individuos blancos de nacionalidad española que llegaron al Caribe colombiano en 1499, quienes a su vez introdujeron en América a individuos de raza negra de diversas tribus africanas en calidad de esclavos. Sumado a lo anterior, en el último tercio del siglo XIX inmigrantes de Europa y Oriente Próximo llegaron al país por los puertos de Puerto Colombia, Santa Marta, Cartagena de Indias y Riohacha. Desde esa época también ha sido importante la inmigración de gentes del interior de Colombia, especialmente de los departamentos de Santander y Antioquia, situación que se mantuvo durante todo el siglo XX y se acentuó en la primera década del XXI.
Los nacidos en Cesar también se le conocen como "costeños", ya que el departamento se encuentra en la Llanura del Caribe; más no, por no tener litoral. Los habitantes oriundo de la zona del Urabá Antioqueño son considerados también costeños. Asimismo, gentes que habitan en poblaciones hasta a 300 km del mar son consideradas costeñas en virtud de su idiosincrasia, por ejemplo, los habitantes de Caucasia y Barrancabermeja. Igualmente se denomina costeños a individuos que viven a más de 100 m s. n. m. (los Montes de María alcanzan los 1 000 m s. n. m.), e incluso los habitantes de la Sierra Nevada de Santa Marta, que sobrepasa los 5 000 m s. n. m., son considerados costeños.

### Cachacos

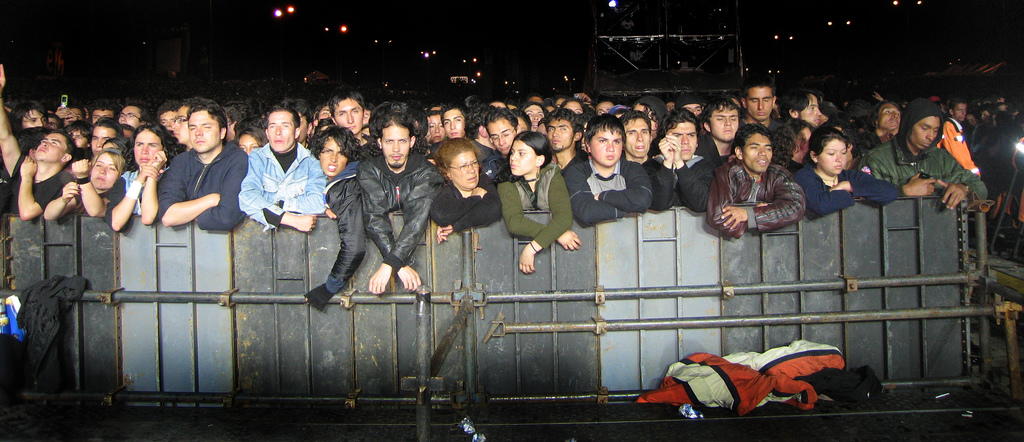
La diversidad étnica y racial del país.

En Bogotá, el término cachaco es normalmente usado para referirse a una generación de bogotanos nacidos o influenciados por la cultura y la moda de la ciudad durante la primera mitad del siglo XX y que con el trascurso del tiempo se ha ido desvaneciendo de la escena capitalina. Se caracterizaban no solo por su elegancia y rigor al vestir, sino por su dialecto muy a pesar de haber sido una ciudad pequeña y sobre todo de muy difícil acceso durante siglos. Si bien popularmente el término cachaco tiende a ser usado para referirse a todas las personas provenientes de la ciudad de Bogotá, no debe ser confundido con gentilicios ampliamente usados como rolo, ya que bogotano hijo de bogotanos se denomina cachaco, mientras que al bogotano hijo de foráneos se le llama rolo, y generalmente se usa este último  término de forma despectiva por parte de los otros colombianos.
En la Región Caribe de Colombia, el término cachaco se ha utilizado comúnmente para referirse, a todas aquellas personas del interior del país indistintamente de su lugar de nacimiento.

### Rolos
Los rolos son los oriundos de la ciudad de Bogotá, capital del país, descendientes de personas que no son capitalinas. Se cree que la gran mayoría de estos eran descendientes de personas de provincias.En Bogotá, el proceso de urbanización acelerado no se debe exclusivamente a la industrialización, ya que existen complejas razones políticas y sociales como la pobreza y la violencia, las cuales han motivado la migración del campo a la ciudad a lo largo del siglo XX, determinando un crecimiento exponencial de la población en Bogotá y el establecimiento de cinturones de miseria en sus alrededores. Según la Consultoría para los Derechos Humanos, CODHES, en el periodo 1999-2005 llegaron a Bogotá más de 260 000 desplazados, aproximadamente el 3.8 % del total de la población de Bogotá. Las localidades donde se concentran la mayoría de la población desplazada son: Ciudad Bolívar, Kennedy, Bosa y Usme. Debido a la creciente aculturación de los bogotanos y la cada vez menor cantidad de "cachacos" étnicos en Bogotá, la población rola tiende a ser preponderante en la ciudad.

### Paisas

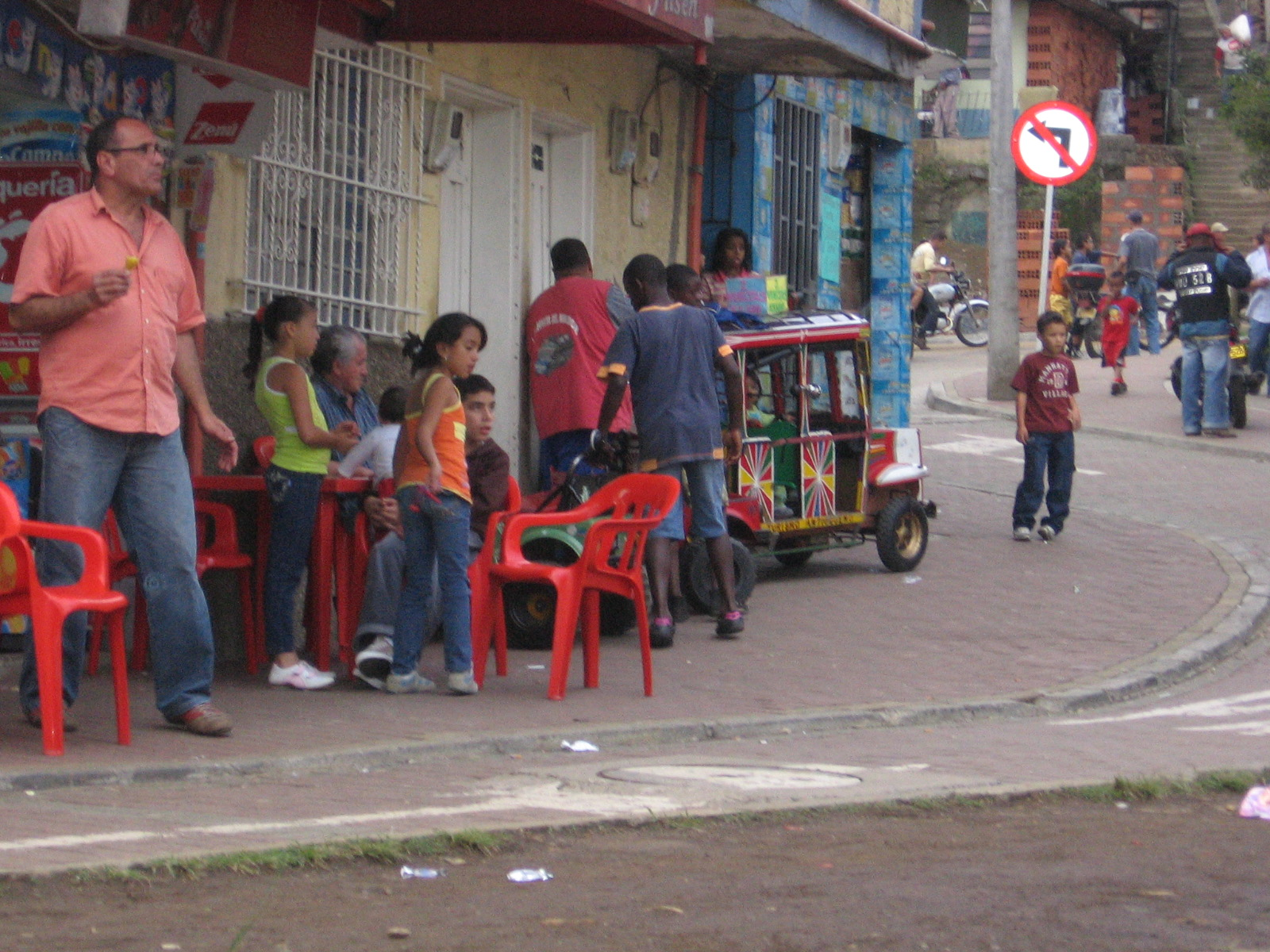
Colombianos en un barrio popular de Medellín.

Se refieren como paisas a los habitantes de las regiones colombianas de gran parte de Antioquia, Caldas, Risaralda, Quindío, noroccidente del Tolima y el Oriente y Norte del Valle del Cauca. Antioquia y Caldas conformaron una unidad histórica y administrativa definida hasta 1905, cuando tuvo lugar la creación del departamento del Caldas y, posteriormente, en 1966, de los otros dos departamentos del Eje cafetero: Risaralda y Quindío, todo lo cual terminó dividiendo a la región paisa original.  
A partir de la independencia, Antioquia empezó a recibir inmigrantes de varias naciones europeas, muchos de ellos empleados en las compañías mineras extranjeras, buena parte de las cuales se encontraban en este departamento. Una gran parte de los inmigrantes europeos y norteamericanos asentados durante el siglo XIX y principios del XX estaban asociados a este sector minero. Durante el siglo XX se produjo un aumento  en el número de inmigrantes extranjeros. En cuanto a la procedencia, en el censo de 1918 se contabilizaban principalmente españoles, franceses, estadounidenses, alemanes e ingleses. La abrupta geografía andina hizo que la región estuviera aislada del resto del país hasta bien entrado el siglo XX, circunstancia que pronto cambiaría al agregarse a la actividad agraria y minera, un rápido desarrollo industrial, que llevaron a ser de la región una de las más desarrolladas económicamente del país. 

### Vallunos
Los vallunos son los oriundos del departamento del Valle del Cauca, son aproximadamente 6 millones de colombianos, estos tienen una cultura muy marcada por la Salsa y sus platos típicos.

### Cundiboyacenses
Los cundiboyacenses son los oriundos de Cundinamarca y Boyacá, casi 4.5 millones de colombianos son oriundos del altiplano.

## Distribución por sexo y edad
Distribución por sexo y edad del total de la población colombiana en el mundo:
| Edad    | Femenino   |       | Masculino  |       | Todos      |       |
| ------- | ---------- | ----- | ---------- | ----- | ---------- | ----- |
| 0-14    | 7,927,241  | 48.8% | 8,317,105  | 51.2% | 16,244,346 | 26.9% |
| 15-64   | 19,368,937 | 51.9% | 17,950,788 | 48.1% | 37,319,725 | 61.8% |
| 65-100+ | 3,800,875  | 55.7% | 3,022,958  | 44.3% | 6,823,833  | 11.3% |
| Total   | 31,097,053 | 51.5% | 29,290,851 | 48.5% | 60,387,904 | 100%  |

## Emigración
Los colombianos son los latinoamericanos con la diáspora más numerosa después de la mexicana, cerca de 5 millones de colombianos nacidos en Colombia han abandonado el país y alrededor de 3 millones más han obtenido la nacionalidad colombiana por tener padres o abuelos colombianos. Los motivos principales de esta diáspora son el conflicto armado en Colombia desde el inicio de la violencia en 1948, los colombianos emprendieron un viaje en busca de mejores oportunidades.
Inicialmente, los colombianos comenzaron a emigrar masivamente a Venezuela, Ecuador y Estados Unidos, a partir de 1950, hacia Europa la migración comenzó hacia 1980, emprendieron hacía Francia, Reino Unido e Italia principalmente en aquel momento. Después del año 2000 la migración aumento y se intensificó desplazando cerca de 345.000 colombianos únicamente hacia España entre 2001 y 2006. 

### Estados Unidos

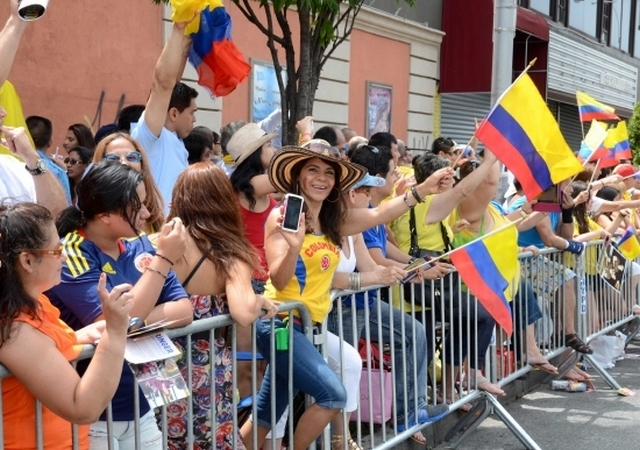
Colombianos celebrando el día de la independencia en Queens, Nueva York.

Después de la etapa de violencia iniciada en 1948 y al aumento de la pobreza en Colombia, muchos colombianos también emigraron a Estados Unidos durante los años cincuenta. En los años sesenta, la crisis económica llevó a la emigración de muchos colombianos a los Estados Unidos, la obtención de ciudadanía de EE. UU. Entre 1960 y 1977 emigraron aproximadamente más de cien mil colombianos. Desde los años 80, muchos colombianos huyeron de sus ciudades hacia zonas menos populares como Connecticut o Nueva Jersey debido al alto costo de vida en las grandes ciudades y un aumento de la delincuencia en ellas. El aumento de las guerrillas, narcotraficantes y paramilitares en Colombia en los años 90 hizo aumentar la emigración colombiana durante este período. Como hemos comentado anteriormente, cerca de 113.000 colombianos emigraron en aquella época solo hacia los Estados Unidos, concentrándose principalmente en el estado de California. 
Las principales comunidades colombianas en los Estados Unidos están ubicadas en Florida, Nueva York, Nueva Jersey y Massachusetts.

### Europa

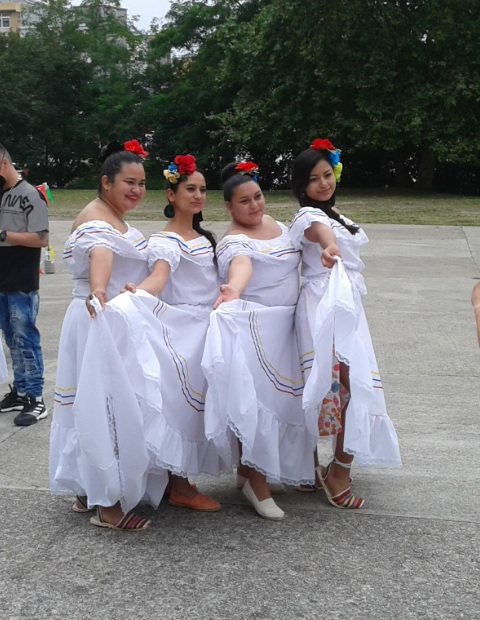
Emigrantes colombianas en La Coruña, Galicia (España).

La migración latinoamericana hacia Europa creció rápidamente desde mediados de la década de 1960. Los primeros inmigrantes consistieron refugiados chilenos y argentinos, estos fueron seguidos por los colombianos y muchos otros grupos de América Latina en la década de 1970.
Hacia 2016,  España era el país de Europa con mayor número de residentes colombianos y el tercer país del mundo seguido de Estados Unidos y Venezuela con mayor número de ciudadanos de nacionalidad colombiana. Destacables migraciones hacia España, datan desde el año 1989 a 1995, aunque en cifras muy tímidas, en este caso, comparadas con la producida a causa del terremoto del Eje Cafetero de 1999. Muchos colombianos llegaron al Reino Unido mediante visados para trabajar principalmente en los servicios domésticos y las industrias de restauración, sin embargo, como muchas visas comenzaron a agotarse, muchos colombianos permanecieron ilegalmente en el Reino Unido. En la década de 1990 unos 80.000 latinoamericanos estaban residiendo en Londres, siendo la mayoría de Colombia. Los colombianos en el Reino Unido tienden a proceder de zonas urbanas del país como Bogotá, Cali, Medellín y Palmira, aunque algunos vienen de las ciudades más pequeñas y las zonas rurales.

### Resto del mundo
En América aparte de los países anteriormente mencionados cuentan con grandes comunidades en México, Argentina, Brasil y Perú. De igual manera,en Aruba, cerca del 10% de los habitantes son colombianos.
En Oceanía se encuentra la comunidad colombiana más grande fuera de América y Europa, en Australia viven más de 60.000 colombianos, y en Nueva Zelanda un poco más de 10 000.
En Asía hay presencia de colombianos en casi todos los países, las comunidades colombianas más grandes se encuentran en Israel, Japón, los Emiratos Árabes Unidos y Líbano, en este último, donde anterior a octubre de 2024 residían al rededor de 644 colombianos, sin embargo, debido a ataques de Israel aproximadamente 117 colombianos abandonaron el país mediante un vuelo a Bogotá.

## Idiomas
Hay 101 idiomas listados para Colombia en la base de datos de Ethnologue, de los cuales 80 se hablan hoy como idiomas vivos. En la actualidad hay más de 800 000 hablantes de lenguas indígenas en Colombia.
El español es el idioma más hablado en el país, de hecho se estima que más del 99% de la población lo habla como lengua materna sumando un total de 53 millones de hispanohablantes, Colombia está situado en el segundo lugar con mayor número de hispanohablantes detrás de México con más de 123 millones de hispanohablantes y seguido de Argentina con 44.5 millones de hispanohablantes.

## Educación
La experiencia educativa de muchos niños colombianos comienza con la asistencia a una academia de preescolar hasta los cinco años (educación preescolar). La educación básica es obligatoria por ley. Tiene dos etapas: educación básica primaria, que va del primero al quinto grado, niños de seis a diez años, y la educación básica secundaria, que va del sexto al noveno grado. A la educación básica secundaria le sigue la educación media vocacional que comprende los grados décimo y undécimo. Puede tener diferentes modalidades o especialidades de formación profesional (académicas, técnicas, empresariales, etc.) según el plan de estudios adoptado por cada escuela.
Después de completar con éxito todos los años de educación básica y media, se otorga un diploma de escuela secundaria. El graduado de la escuela secundaria se conoce como bachiller, porque la educación secundaria básica y la educación media tradicionalmente se consideran juntas como una unidad llamada bachillerato (sexto a undécimo grado). Los estudiantes en su último año de educación intermedia rinden el examen ICFES (ahora renombrado Saber 11) para obtener acceso a la educación superior (educación superior). Esta educación superior incluye estudios profesionales de pregrado, educación profesional técnica, tecnológica e intermedia y estudios de posgrado.
Bachilleres (graduados de secundaria) pueden ingresar en un programa profesional de carrera de pregrado ofrecido por una universidad; estos programas duran hasta cinco años (o menos en educación técnica, tecnológica e intermedia, y estudios de posgrado), incluso de seis a siete años para algunas carreras, como la medicina. En Colombia, no existe una institución como el colegio universitario o preparatoria; los estudiantes ingresan directamente en un programa de carrera en una universidad o en cualquier otra institución educativa para obtener un título profesional, técnico o tecnológico. Una vez graduados de la universidad, a las personas se les otorga un diploma (profesional, técnico o tecnológico) y licencia (si es necesario) para practicar la carrera que han elegido. Para algunos programas de carreras profesionales, se requiere que los estudiantes tomen el examen Sabre-Pro, en su último año de educación académica de pregrado.
El gasto público en educación como proporción del producto interno bruto en 2012 fue de 4.4%. Esto representó el 15.8% del gasto gubernamental total. En 2012, los índices de matriculación bruta de primaria y secundaria se mantuvieron en 106.9% y 92.8% respectivamente. La expectativa de vida escolar fue de 13,2 años. Un total de 93,6% de la población de 15 años y más se registraron como alfabetizados, incluido el 98,2% de los de 15 a 24 años.

## Religión
El Departamento Administrativo Nacional de Estadísticas (DANE) no recopila estadísticas religiosas, y es difícil obtener informes precisos. Sin embargo, según diversos estudios y una encuesta, aproximadamente el 90% de la población se adhiere al cristianismo, la mayoría de los cuales (88,9%) son católicos, mientras que una minoría significativa (6,7%) se adhiere al protestantismo (principalmente el evangelicalismo). Un 4.7% de la población es atea o agnóstica, mientras que el 3.5% afirma creer en Dios pero no sigue una religión específica. El 1.8% de los colombianos se adhiere a los testigos de Jehová y el adventismo y menos del 1% se adhiere a otras religiones, como el islam, el judaísmo, el budismo, el mormonismo, el hinduismo, las religiones indígenas, el movimiento Hare Krishna, el movimiento rastafari, la iglesia ortodoxa católica y los estudios espirituales. Las personas restantes o no respondieron o respondieron que no sabían. Además de las estadísticas anteriores, el 35.9% de los colombianos informaron que no practicaron su fe activamente.
Si bien Colombia sigue siendo un país mayoritariamente católico por número de bautismos, la Constitución colombiana de 1991 garantiza la libertad y la igualdad de religión.
| Religión            | Seguidores      | %    |
| ------------------- | --------------- | ---- |
| Católicos           | 27.476.625      | 54,9 |
| Protestantes        | 9.529.060       | 19,0 |
| Sin religión        | 10.127.335      | 20,0 |
| Creencias indígenas | 1.519.562       | 2,8  |
| Musulmanes          | 500.000         | 1,0  |
| Judíos              | 40.436 - 50.000 | 0,1  |
| Otra                | 1.195.726       | 2,2  |